# Hirofumi Watanabe
Hirofumi Watanabe (渡部 博文 Watanabe Hirofumi?), född 7 juli 1987 i Yamagata prefektur, är en japansk fotbollsspelare.
Watanabe började sin karriär 2010 i Kashiwa Reysol. 2011 blev han utlånad till Tochigi SC. Han gick tillbaka till Kashiwa Reysol 2012. Med Kashiwa Reysol vann han japanska ligacupen 2013 och japanska cupen 2012. 2015 flyttade han till Vegalta Sendai. 2017 flyttade han till Vissel Kobe. Med Vissel Kobe vann han japanska cupen 2019.